# Kozacy tereccy

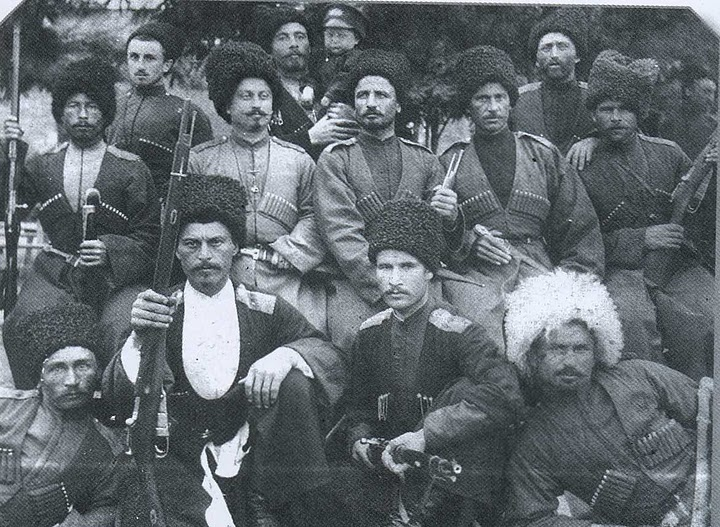
Oddział kozaków tereckich

Kozacy tereccy, Kozacy terscy – Kozacy przybyli z terenów południowej Rosji na ziemie północnego Kaukazu w XVI wieku. Uzyskali wówczas pełną autonomię, co znalazło oficjalne potwierdzenie w ukazie carskim z 1577. W XVIII wieku Kozaków jednak ostatecznie podporządkowano władzy rosyjskiej, kiedy to południowa granica Imperium Rosyjskiego oparta została na linii rzeki Terek. Otrzymali oni pewne przywileje (ziemię na własność, wewnętrzną autonomię, prawo noszenia broni) w zamian za strzeżenie granicy i pomoc w kolonizacji Kaukazu. Cechą charakterystyczną społeczności Kozaków tereckich był ich różnorodny skład etniczny: tworzyli ją zarówno Rosjanie, jak i Osetyjczycy, Czeczeni i Ingusze, którzy z czasem zlali się w jedną grupę etniczną. Przed I wojną światową liczyli 260 tysięcy osób. 
Podczas wojny domowej w Rosji (1918–1920) Kozacy tereccy w 1918 podjęli walkę po stronie białych, nie godząc się z postanowieniami kolejnych zjazdów ludów kaukaskich, na których, pod przewodnictwem współpracujących partii rewolucyjnych (bolszewików, mienszewików, lewicowych eserowców), kolejno proklamowano Terecką Republikę Radziecką i zdecydowano o nacjonalizacji ziemi należącej do Kozaków i przekazaniu jej ludom górskim (Czeczenom, Inguszom, Bałkarom, Osetyjczykom). Kozacy tereccy w czerwcu 1918 wzniecili antybolszewickie powstanie, które zostało stłumione przez oddziały czerwonych, w tym formacje utworzone przez Inguszów i Czeczenów. Kozacy tereccy byli jedną z pierwszych grup w Rosji Sowieckiej, która podległa represjom: wiele stanic zniszczono, a ich mieszkańców wymordowano lub przesiedlono do innych części Rosyjskiej FSRR (polityka „rozkozaczania”). 
Eksterminacja Kozaków przez władze sowieckie doprowadziła do tego, że zdecydowana większość Kozaków tereckich, podobnie jak Kozaków dońskich, kubańskich i syberyjskich, opowiedziała się podczas wojny niemiecko-sowieckiej (1941–1945) po stronie niemieckiej. Tysiące z nich wstąpiło do jednostek formowanych przez Wehrmacht i Waffen-SS. Złożone z Kozaków tereckich dwa dywizjony kawalerii (69 Kozacki Dywizjon Kawalerii i 579 Dywizjon Kawalerii), wchodzące w skład Korpsgruppe von dem Bach, uczestniczyły w tłumieniu powstania warszawskiego w 1944.